# Heinrich Schmidt & Carl Günther
Heinrich Schmidt & Carl Günther ist ein Antiquariat in Kelkheim im Taunus. Es geht auf den gleichnamigen Leipziger Verlag von 1872 bis 1952 zurück.

## Leipzig 1872–1952

### Geschichte
1872 übernahm Heinrich Schmidt die Buchhandlung von H. Weissbach in Leipzig und verlegte dort auch Bücher. 1875 wurde Carl Günther Miteigentümer, seitdem war der Name Heinrich Schmidt & Carl Günther Verlagsbuchhandlung. 1887 schied Heinrich Schmidt aus. 1917 übernahm Carl Wilhelm Günther die Leitung, er war zu dieser Zeit Inhaber der Musikalienhandlung Friedrich Hofmeister in Leipzig.
Um 1944 musste der Verlag seine Tätigkeit einstellen. 1948 erfolgte eine erneute Lizenzvergabe für den Verlag Heinrich Schmidt & Carl Günther in Leipzig. Seit 1951 stand dieser unter treuhänderischer Verwaltung und wurde 1952 aufgelöst.

### Publikationen

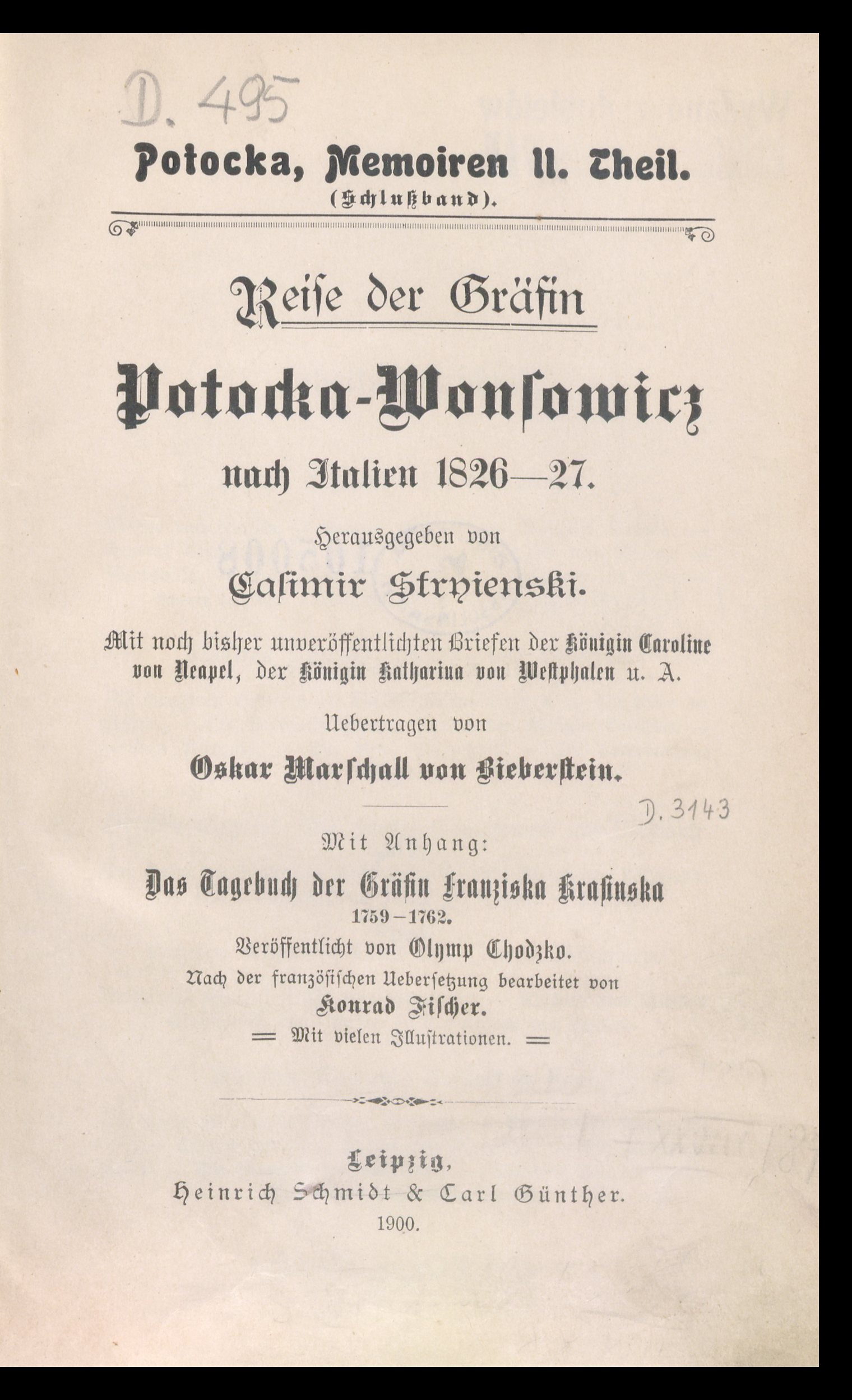
Reise der Gräfin Potocka-Wonsowicz nach Italien 1816–27, 1900

Der Verlag gab Bücher über Welt- und Kulturgeschichte, Naturwissenschaften und weitere Themen heraus.

## Frankfurt am Main und Kelkheim seit 1952
1952 gründete Carl Wilhelm Günther den Verlag Heinrich Schmidt & Carl Günther in Frankfurt am Main neu. Daraus entstand das Antiquariat Heinrich Schmidt & Carl Günther in Kelkheim im Taunus.